# Vista Alegre (entreprise)
Pour les articles homonymes, voir Vista Alegre.
Vista Alegre est une manufacture portugaise de porcelaine située à Ílhavo dans le district de Aveiro.

## Historique
Vista Alegre a été fondé en 1824  à Ílhavo par José Ferreira Pinto Basto (pt),, à l'origine d'une famille d'entrepreneurs. 
Influencé par le succès de la verrerie de Marinha Grande, José Ferreira Pinto Basto décide de créer une usine produisant notamment du verre et de la céramique, dans cette région riche en argile, sable blanc et galets cristallisés. En 1824, il obtient du roi Jean VI un brevet autorisant l'exploitation de la fabrique. Augusto Ferreira Pinto Basto, fils du fondateur, séjourne à la manufacture de céramique de Sèvres en France, pour mieux maitriser les différentes techniques de fabrication de pièces en céramique et porcelaine. En 1832, les connaissances acquises lui permettent de découvrir d’importants gisements de kaolin au nord d’Ilhavo. Jusqu'à la fin du XVIIIe siècle, le Portugal n'avait pas d'industrie de fabrication de porcelaine et était un grand importateur de ce matériau qu'il faisait venir de Chine. 
Vista Alegre se développe. Au XXe siècle, l'entreprise collabore avec des artistes. Une école de dessin et peinture sur porcelaine est intégrée sur le site,. L'association avec des designers réputés contribue à la notoriété de sa production.
Au XXIe siècle, en 2009, le groupe portugais Visabeira (pt) rachète Vista Alegre à la famille Pinto Basto.